# Chiang Chih-Chung
Chiang Chih-Chung es un deportista taiwanés que compitió en atletismo adaptado. Ganó dos medallas en los Juegos Paralímpicos de Verano, oro en Sídney 2000 y oro en Atenas 2004.

## Palmarés internacional
| Representando a China Taipéi |                    |                |              |
| Juegos Paralímpicos          |                    |                |              |
| Año                          | Lugar              | Medalla        | Prueba       |
| 2000                         | Sídney (Australia) | Medalla de oro | Jabalina F13 |
| 2004                         | Atenas (Grecia)    | Medalla de oro | Jabalina F13 |